# لینا سونسون
لینا سونسون (انگلیسی: Linnea Svensson؛ زادهٔ ۳ فوریهٔ ۱۹۹۹) بازیکن فوتبال اهل سوئد است.
وی همچنین در تیم‌های ملی فوتبال Sweden women's national under-17 football team و Sweden women's national under-19 football team بازی کرده‌است.